# Електрон Е19101
Електрон Е19101 (англ. Electron E19101) — 12-метровий низькопідлоговий електробус загальною пасажиромісткістю 100 осіб (у тому числі 36 місць для сидіння) виготовлений спільним українсько-німецьким підприємством «Електронтранс».

## Історія
У 2013 році департамент житлового господарства та інфраструктури Львівської міськради провів тендер на закупівлю електробуса, переможцем торгів стало ТОВ «Електронтранс». Однак коштів у бюджеті на електробус не було, а відтак договір розірвали.
У червні 2015 року департамент житлового господарства та інфраструктури ЛМР за результатами відкритих торгів замовив електробус Електрон Е191 у СП «Електронтранс».
9 листопада 2015 року у Львові презентовано перший електробус, що вийшов на тести в січні 2016 року. Максимальна швидкість — 70 км/год. На одній зарядці він може проїхати понад 200 км. На підзарядку електробуса потрібно до 6—7 годин.
10 вересня 2020 року було підписано меморандум на поставку 250 електробусів впродовж наступних 3 років.

## Технічні характеристики
В якості заднього ведучого моста використано портальний міст з інтегрованими асинхронними двигунами моделі ZF AVE 130 з максимальною потужністю 2 × 125 кВт.
Тяговим електрообладнанням для електробуса застосовано від польського виробника ENIKA Sp. z o.o.
Використовує літій-залізо-фосфатний акумулятор фірми Winston Battery місткістю 225 кВт·год. В експлуатації й мають великий ресурс до 5000 циклів «заряд-розряд». Бортовий зарядний пристрій потужністю 40 кВт здійснює зарядку акумуляторної батареї від побутової мережі 400 В протягом 6—8 годин.

### Відео
- Львівський електробус вже проходить випробування на дорозі [Архівовано 30 січня 2016 у Wayback Machine.]